# Prințul fericit (film)
Prințul fericit este un film românesc din 1980 regizat de Ion Truică.